# وسام الحرب الوطنية
وسام الحرب الوطنية (بالروسية: Орден Отечественной войны، نح: أوردن أتيشيستڤينوي ڤايني)، تقليد عسكري سوفيتي مُنح لكافة جنود القوات المسلحة السوفيتية، وأفراد قوات الأمن، والبارتيزان لما أظهروه من شجاعة نادرة إبان الحرب الألمانية السوفيتية والمعروفة في الاتحاد السوفيتي السابق باسم الحرب الوطنية العظمى.

## التاريخ
استُحدث الوسام بناءً على القرار الصادر عن مجلس السوفييت الأعلى في 20 مايو 1942 والذي نص على جعله من طبقتين، تُمنح كلا منهما منفصلة عن الأُخرى وبناءُا على التقدير العام لمُجمل الأعمال التي قام بها الفرد المُستحق للوسام، وهو أول الأوسمة العسكرية السوفيتية التي مُنحت أثناء الحرب، وكذلك أول الأوسمة المُقسّمة إلى طبقتين.
وفي 19 يونيو 1943 أصدر مجلس السوفيت الأعلى مرسومًا يحدد فيه الأعمال البطولية التي يُمنح الوسام بناءً عليها؛ حيث مُنحت الطبقة الأولى لأعمال مثل إسقاط ثلاث طائرات حربية للطيارين الحربيين، أو تدمير دبابتين ثقيلتين، أو ثلاثة دبابات متوسطة، أو أربعة دبابات خفيفة، أو الاستيلاء على قطعة بحرية حربية أو إصلاح طائرة بعد هبوطها اضطراريًا خلف خطوط العدو وإعادتها لقاعدتها الجوية، كما مُنح الوسام لبعض من قادة قوات الحلفاء الغربيين، ليصل مجموع ما مُنح من هذا الوسام إلى 324,903 وسامُا من الطبقة الأولى و951,652 من الطبقة الثانية أثناء الحرب.
ومع حلول الذكرى الأربعين ليوم النصر عام 1985 تقرر منح الوسام، سواء من الطبقة الأولى أو الثانية، لكل الأحياء ممن عاصروا الحرب الوطنية العظمى، وعليه تم إصدار 2,054,000 نسخة جديدة من الطبقة الأولى للوسام، مقابل 5,408,000 من الطبقة الثانية، ليصل مجموع الحاصلين عليه عام 1991 إلى 2,487,098 فرد من الطبقة الأولى و6,688,497 فرد من الطبقة الثانية.

## التصميم
يتكوّن الوسام من نجمة خماسية مصنوعة من الفضة ومُغطاة بطبقة من المينا الحمراء، موضوعة على خلفية على هيئة أشعة الشمس في صورة نجمة خماسية أخرى، هذه الأشعة مصنوعة من الفضة لوسام الطبقة الثانية، مقابل الذهب لوسام الطبقة الأولى، وبين النجمة الحمراء والخلفية يوجد سيف وبندقة متعاكسين، ويتوسّط النجمة الحمراء قرص عليه مطرقة ومنجل ذهبيّي اللون فوق خلفية حمراء ويحيط بهما هالة بيضاء مكتوب عليها ОТЕЧЕСТВЕННАЯ ВОЙНА (الحرب الوطنية).
كان الوسام مُدلّى من شريط أحمر في بداية الأمر، كحال ميدالية النجمة الذهبية، وحتى يونيو من عام 1943 عندما تقرر تثبيت الوسام على الجانب الأيمن من الصدر وبدون الشريط، أما في المناسبات الأقل رسمية، فيتم تثبيت شريط بلون أحمر داكن ولون أحمر زاهٍ أوسطه للدلالة على الطبقة الأولى من الوسام، أو شريط أحمر داكن مع جانبين زاهيين للطبقة الثانية.
وتختلف النسخة الأصلية من وسام الطبقة الأولى عن النسخة الأقل تكلفة والمصنوعة لاحقًا عام 1985 في أن الأخيرة مصنوعة بالكامل من الفضة ومُغطاة بطبقة من الذهب لتمييزها عن وسام الطبقة الثانية.
| الطبقة الأولى | الطبقة الثانية |
| ------------- | -------------- |
|               |                |
| الشريط        |                |
|               |                |

## طالع أيضًا
- الحاصلون على وسام الحرب الوطنية

## وصلات خارجية
- Указ Президиума Верховного Совета «Об учреждении Ордена Отечественной войны первой и второй степени» от 20 мая 1942 года // Ведомости Верховного Совета Союза Советских Социалистических Республик : газета. — 1942. — 28 мая (№ 19 (178)). — С. 1.
- وصف الوسام (بالروسية)